# Le Réveil de Flore

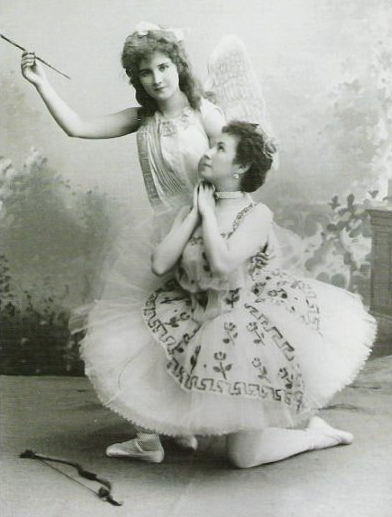
Mathilde Kschessinska als Flora (vorne rechts) und Vera Trefilova als Amor in Le Réveil de Flore, 1894

Le Réveil de Flore („Das Erwachen der Flora“; russ.: Пробуждение Флоры; engl.: The Awakening of Flora) ist ein anakreontisches Ballett mit einer Geschichte aus der griechisch-römischen Mythologie aus dem Jahr 1894. Das Libretto stammt von Marius Petipa und Lew Iwanow und die Musik von Riccardo Drigo.

## Personen

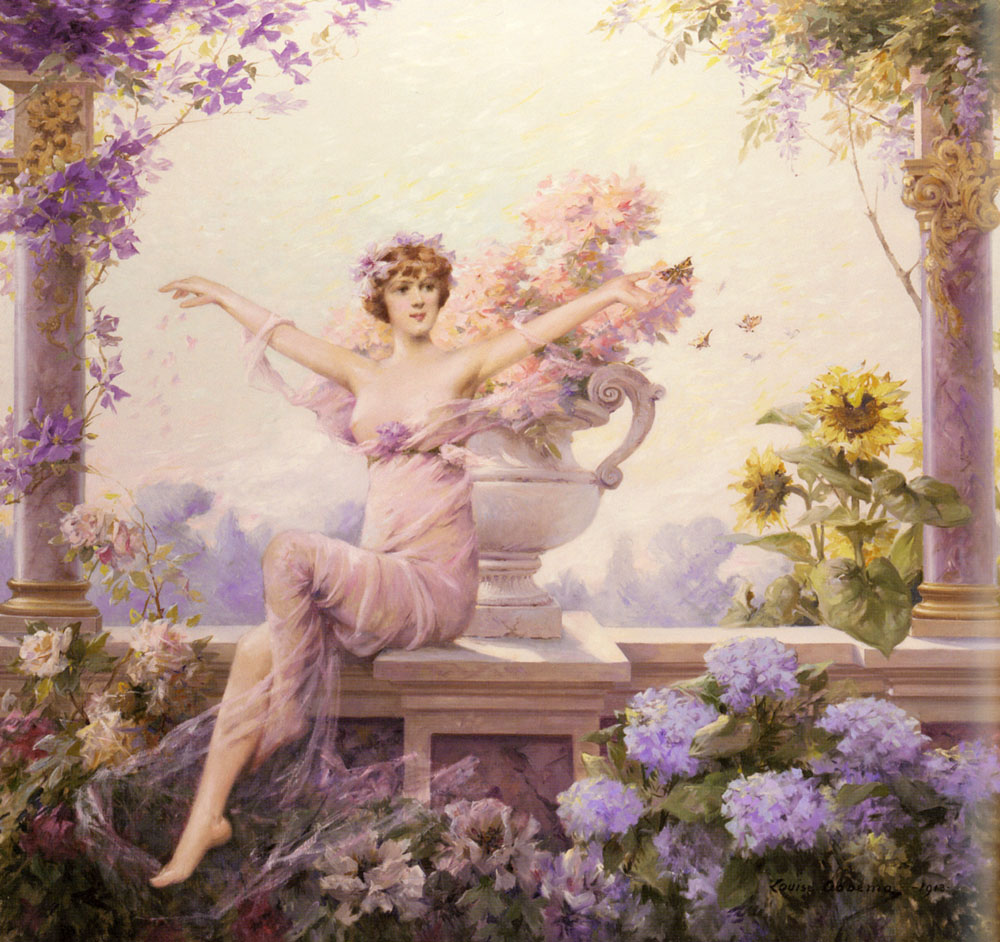
Louise Abbéma: Flora, Ölgemälde von 1913

- Chloris/Flora, Göttin der Blumen
- Zephyros, Gott des Westwindes
- Selene/Diana, Göttin des Mondes
- Boreas, Gott Nordwindes
- Eos/Aurora, Göttin der Morgenröte
- Helios/Apollon, Gott der Sonne
- Eros, Gott der Liebe
- Hermes, der Götterbote
- Hebe, Göttin der Jugend
- Ganymed, Mundschenk der Götter

## Inhalt
Die Handlung basiert auf dem Mythos der Nymphe Chloris, die als Geliebte und Frau des Windgottes Zephyr Unsterblichkeit erlangt und sich in Flora, die Göttin des Frühlings und der Blumen, verwandelt; Petipa und Iwanow werfen allerdings griechische und römische Mythologie etwas durcheinander.

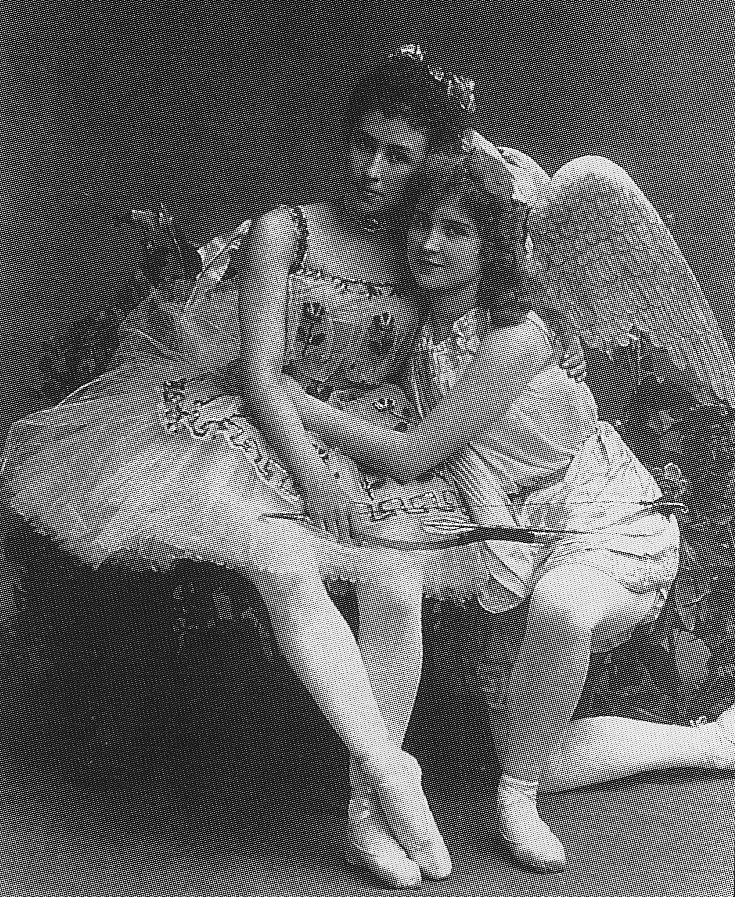
Mathilde Kschessinska als Flora und Vera Trefilova als Amor in Le Réveil de Flore, 1894

Szene 1 (Danse de Diane): Es ist Nacht. Flora und ihre Nymphen schlafen unter der Obhut von Diana, die bald darauf entschwindet.
Szene 2 (Entrée d’Aquilon, Danse de la rosée): Der Gott des Nordwindes Aquilo erscheint. Flora und ihre Gefährtinnen erwachen und frieren und bitten Aurora, die Göttin der Morgenröte, um Hilfe gegen die Kälte.
Szene 3 (Arrivée d’Aurore, Valse): Aurora tröstet Flora damit, dass bald der Sonnengott Apoll komme und Alles erwärme.
Szene 4 (Entrée d’Apollon, Zéphyr, Cupidon et les Amours, Pas d’action): Als Apoll erscheint, erwacht die Natur. Der Gott ist bezaubert von Flora, küsst sie und lässt den Gott der milden Frühlingswinde, Zephyr, erscheinen. Flora und Zephyr verlieben sich ineinander, worüber sich Cupido, seine Amouretten und die Nymphen freuen.
Szene 5 (Arrivée de Mercure, Ganymède et Hébé): Merkur, der Götterbote, kündigt Ganymed und Hebe an. Flora und Zephyr erhalten eine Schale mit Nektar und werden von Jupiter mit ewiger Jugend beschenkt.
Szene 6 (Cortège, Grand pas, Procession): Bacchus und Ariadne kommen in Begleitung von Maenaden, Satyrn, Faunen und Sylphen.
Apotheose: Schließlich erscheinen die anderen Götter des Olymp: Jupiter, Juno, Neptun, Vulkan, Minerva, Ceres, Mars, Pluto, Proserpina und Venus.

## Geschichte

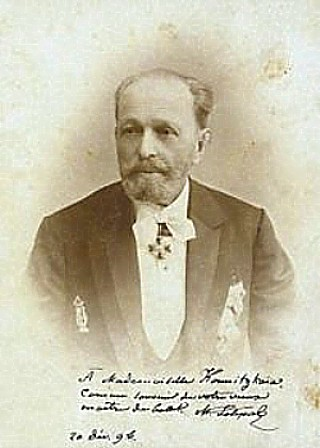
Marius Petipa, ca. 1890–95

### Entstehung und frühe Geschichte
Das etwa einstündige Ballett entstand ursprünglich zu den Feierlichkeiten anlässlich der Hochzeit von Großherzogin Xenia Alexandrovna, Tochter von Zar Alexander III., und Großherzog Alexander Michailovich.
Nicht nur das Libretto, sondern auch die Choreografie des Ballettes wurde ursprünglich als Gemeinschaftsarbeit von Marius Petipa und Lew Iwanow angekündigt. Petipa selber veröffentlichte jedoch einen kurzen Kommentar in der Sankt Petersburger Gazette, in dem er darauf hinwies, dass die „Produktion der Tänze und the mise-en-scène“ von ihm allein stamme und dass „Herr Iwanow daran keinen Anteil hatte“.
Die private Uraufführung war eine Galaveranstaltung vor dem russischen Zarenhof am 25. Julijul. / 6. August 1894greg. in Schloss Peterhof (in Sankt Petersburg). Es tanzten Matilda Kschessinskaya (Chloris/Flora), Georgy Kyaksht (Zephyros), Olga Leonova (Selene/Diana), Alexander Gorsky (Boreas), Anna Johansson (Eos/Aurora), Pawel Gerdt (Helios/Apollo), Vera Trefilova (Eros), Sergei Legat (Hermes) und Claudia Kulichevskaya (Hebe).
Nachträglich komponierte Drigo noch zwei zusätzliche Variationen für die Figuren der Eos/Aurora und für Hebe.
Die öffentliche Premiere am kaiserlichen Mariinski-Theater fand am 2. Januarjul. / 14. Januar 1895greg. statt. Die Einnahmen davon gingen zugunsten der Ballerina Maria Anderson, die wegen eines tragischen Unfalls während der Proben zu Cinderella vorzeitig in den Ruhestand treten musste.
Le Réveil de Flore war eines der ersten Ballette, die in der damals noch ganz neuen Stepanov Methode aufgezeichnet wurden – bereits kurz nach der Premiere im Jahr 1894; diese Dokumente gehören heute zur bedeutenden Sergeyev Collection der Harvard University.
Das Ballett blieb im Repertoire des kaiserlichen russischen Ballettes und wurde dort nach der Oktoberrevolution zum letzten Mal im Jahr 1919 gegeben.

### Musik

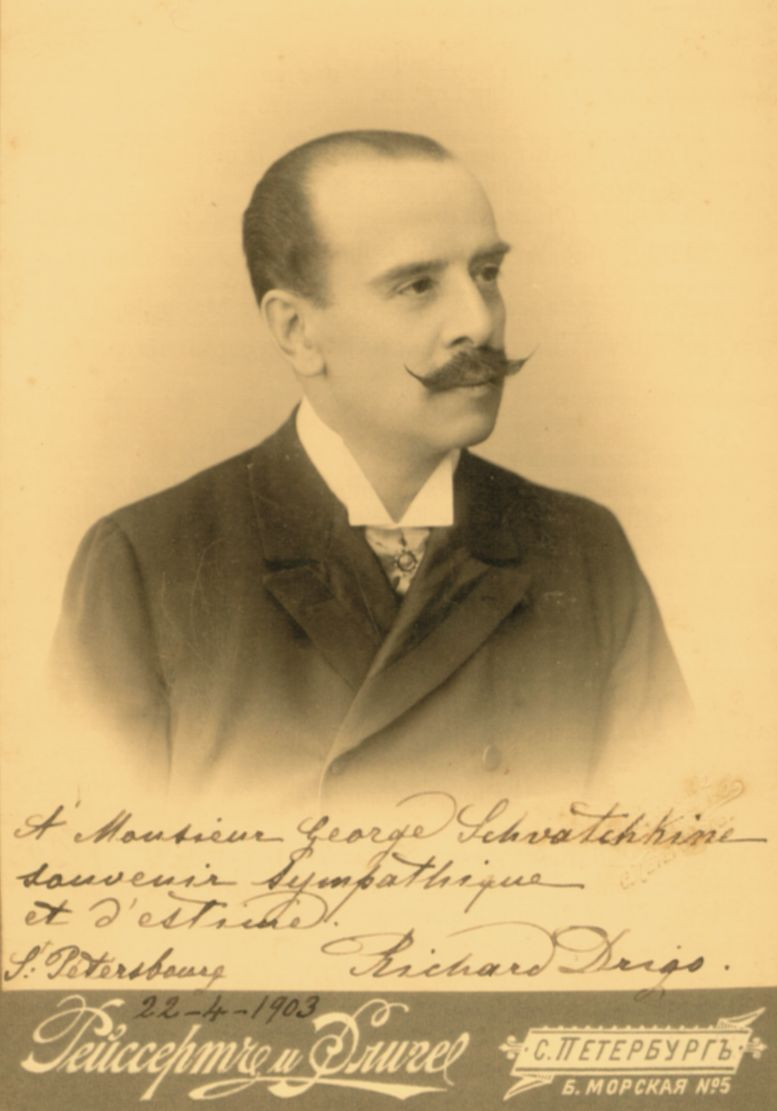
Riccardo Drigo (1903)

Obwohl Drigos Partitur in ihrer musikalischen Poesie, tänzerischen Verve und instrumentalen Finesse ein absolutes Juwel der Ballettmusik des ausgehenden 19. Jahrhunderts ist und auch von seinen Zeitgenossen als Meisterwerk gefeiert wurde, ist sie heute relativ wenig bekannt. Nur die Kurzfassung für die Pawlowa wurde 1969 von Richard Bonynge mit dem London Symphony Orchestra eingespielt und auf der legendären Schallplatte Homage to Pavlova veröffentlicht (siehe unten).
Das Violinsolo des Adage in dem Pas d’action komponierte Drigo für den berühmten Geiger Leopold Auer. Es wurde ein beliebtes Konzertstück im Sankt Petersburg der Jahrhundertwende.

### Anna Pawlowas Version
Die berühmte Primaballerina Anna Pawlowa tanzte auf ihren Tourneen in einer etwa halbstündigen Kurzfassung von Le Réveil de Flore, in einer Choreografie von Ivan Clustine. In dieser gekürzten Form hatte das Ballett eine erfolgreiche Premiere am 12. Oktober 1914 in London; im Publikum befand sich Alexandra von Dänemark, die Frau des englischen Königs Edward VII.

### Spätere Produktionen
Nach längerem Vergessen wurde Le Réveil de Flore 2006 von Askhat Galiamov mit dem West Australian Ballet wieder auf die Bühne gebracht. Die Premiere mit Louise Chalwell als Flora war am 14. Februar 2006 im Quarry Amphitheatre in Perth, während des Festivals „Ballet at the Quarry“.
Nur wenig später (2007) erarbeitete Sergei Vikharev für das Mariinski-Ballett in Sankt Petersburg eine Rekonstruktion von Petipas Original-Choreografie von Le Réveil de Flore. Dafür verwendete er die oben genannten Dokumente aus der Harvard Theatre Collection und Aufzeichnungen von Violin-Répétiteuren, die sich, ebenso wie die Original-Partitur von Drigo, in der Zentralen Musikbibliothek des Mariinski-Theaters erhalten haben. Bühnenbild und Kostüme wurden mithilfe von alten Fotografien und Skizzen, die sich heute im Sankt Petersburger Staats-Museum für Theater und Musik befinden, von Mikhail Bocharov und Yevgeny Ponomarev geschaffen. Diese Version feierte ihre Premiere am 12. April 2007 als Teil des VII. International Ballet Festival, mit Evgenia Obraztsova als Flora, Vladimir Shklyarov als Zephyrus, Svetlana Ivanova als Selene, Xenia Ostreikovskaya als Eos, Maxim Chaschegorov als Helios, Valeria Martynyuk als Eros, Alexei Timofeyev als Hermes und Daria Sukhorukova als Hebe. Das Ballett war ein großer Erfolg und gewann den Golden Mask Award von 2007.

## Aufnahme
- Le Réveil de Flore (Kurzfassung (!); urspr. auf der CD Homage to Pavlova, später auch erhältlich in der 10-teiligen CD-Box Fête du Ballet), mit dem London Symphony Orchestra unter Richard Bonynge (Decca, 1969; CD)

## Noten
- Le Réveil de Flore auf der Website des Schott-Verlages (Abruf am 4. Dezember 2020)